# Georges Donnez
Georges H. Donnez (ur. 20 czerwca 1922 w Saint-Amand-les-Eaux, zm. 23 kwietnia 2001 w Valenciennes) – francuski polityk, prawnik i samorządowiec, deputowany Zgromadzenia Narodowego, poseł do Parlamentu Europejskiego I i II kadencji.

## Życiorys
Pochodził z rodziny robotniczej. Podczas II wojny światowej od 1941 działał w ruchu oporu, Ukończył studia prawnicze, praktykował jako adwokat i kierował palestrą w Valenciennes.
Początkowo działał we Francuskiej Sekcji Międzynarodówki Robotniczej, po sprzeciwie wobec utworzenia jednolitej Partii Socjalistycznej w 1973 przeszedł do Ruchu Demokratycznego Socjalizmu Francji. Ostatnie ugrupowanie wkrótce przystąpiło do Unii na rzecz Demokracji Francuskiej. Od 1953 do 1995 pozostawał merem rodzinnego Saint-Amand-les-Eaux, zasiadał też w radzie kantonu ze stolicą w tym mieście. W kadencji 1973–1978 był członkiem Zgromadzenia Narodowego. W 1979 i 1989 wybierano go posłem do Parlamentu Europejskiego. Przystąpił do frakcji liberalno-demokratycznej, został wiceprzewodniczącym Komisji ds. Kwestii Prawnych i Praw Obywatelskich.